# Arthur Everitt
Arthur Francis Graham Everitt (Paddington, 27 de agosto de 1872-Oxford, 10 de enero de 1952) fue un deportista británico que compitió en esgrima, especialista en la modalidad de espada. Participó en los Juegos Olímpicos de Estocolmo 1912, obteniendo una medalla de plata en la prueba por equipos.

## Palmarés internacional
| Juegos Olímpicos | Juegos Olímpicos   | Juegos Olímpicos | Juegos Olímpicos   |
| Año              | Lugar              | Medalla          | Prueba             |
| ---------------- | ------------------ | ---------------- | ------------------ |
| 1912             | Estocolmo (Suecia) | Medalla de plata | Espada por equipos |